# Gymnolomia megacephala
Gymnolomia megacephala là một loài thực vật có hoa trong họ Cúc. Loài này được B.L.Rob. & Greenm. mô tả khoa học đầu tiên năm 1899.